# Joseph von Lassberg
Joseph Maria Christoph Freiherr von Laßberg (né le 10 avril 1770 à Donaueschingen, mort le 15 mars 1855 à Meersburg) est un germaniste et écrivain allemand.

## Biographie
Lassberg vient d'une vieille famille noble autrichienne, installée dans le sud de l'Allemagne depuis 1665. Son père Joseph Maria von Lassberg est un conseiller auprès du Fürst von und zu Fürstenberg. Sa mère Anna von Maltzahn est aussi issue d'une vieille famille noble.
Après sa scolarité à l'abbaye de Salem et au gymnasium de Donaueschingen, il étudie le droit et les sciences politiques à Strasbourg et Fribourg-en-Brisgau. À 16 ans, il est le dernier à recevoir l'adoubement du Saint-Empire romain germanique (dans la chapelle du château de Trifels).
Après ses études, il devient le forestier en chef des domaines de Fürstenberg, succédant à son père en 1804. Durant ces années, il entretient une liaison avec Élisabeth de Fürstenberg (de), née Thurn und Taxis, avec qui il a un fils qui est placé dans un foyer d'accueil à Lucerne et qui deviendra le médecin et historien Hermann von Liebenau (de). Il commence alors une vaste collection bibliophile.
Il était alors marié depuis 1795 à Maria Anna Ursula Ebinger von der Burg, avec qui il aura quatre enfants. Il s'installe avec sa famille dans le château d'Helmsdorf à Immenstaad qu'il acquiert en 1798, devenant aussi chevalier d'Empire. Lors du congrès de Vienne en 1815, il tente en vain de défendre la souveraineté des Fürstenberg.
En 1815, des chevaliers fondent, à l'initiative de Joseph von Lassberg, avec le soutien de la princesse Elisabeth, la Kette, qui est dissous en 1817, qui veut restaurer l'ancienne monarchie. Il se lie d'amitié avec Joseph Albrecht von Ittner (de).
En 1817, Charles-Egon II de Fürstenberg retrouve son pouvoir. Lassberg se retire au château d'Eppishausen (de) qu'il achète en 1813 à Erlen (Thurgovie). Il est alors veuf depuis trois années. Il prend le pseudonyme de Maître Sepp von Eppishusen et continue sa collection bibliophile. Il achète ainsi le manuscrit C de la Chanson des Nibelungen. L'un de ses amis les plus proches est l'historien et pasteur suisse Johann Adam Pupikofer (de). Il entretient aussi des correspondances avec Jacob Grimm, Ludwig Uhland, Gustav Schwab, Johann Caspar Zellweger (de) et Karl Lachmann.
Au cours des Trois Glorieuses, les paysans d'Eppishausen se révoltent et s'en prennent au château sans blesser son propriétaire. En 1834, Lassberg épouse Maria Anna Freiin von Droste zu Hülshoff, la sœur de l'écrivain Annette, qu'il a rencontrée par son ami Werner von Haxthausen qu'il a connu au sein de la Kette et qui est l'oncle des jeunes femmes. Bien qu'ils viennent de mondes différents, ils vivent, selon la poétesse, une liaison intense durant un an à Eppishausen. Ils ont deux filles jumelles. Juste après leur naissance, il est blessé dans un accident de voiture qui lui paralyse une jambe. Lorsque le développement politique en Suisse devient conservateur, Laßberg souhaite quitter le château d'Eppishausen.

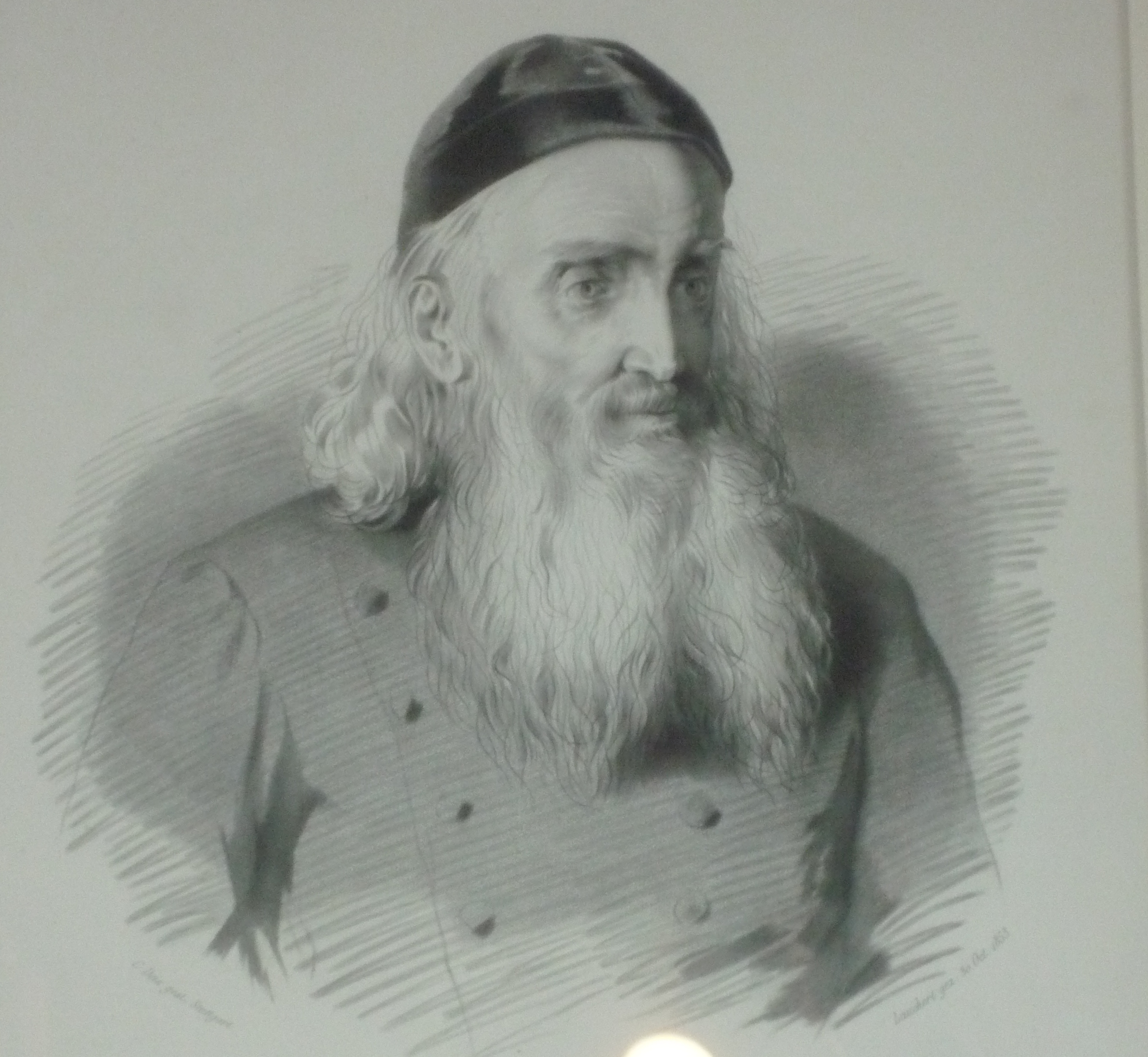
Joseph von Lassberg en 1853

En 1837, il demande à acquérir le château de Meersburg (de) qui est vide depuis la sécularisation en 1802 qu'il obtient lors d'une vente aux enchères. Il s'y installe l'année suivante et le restaure, créant un espace pour sa bibliothèque. Sa belle-sœur vient s'y installer en 1846 pour soigner ses problèmes de santé avec l'aide de Hermann von Liebenau, son médecin, et meurt ici en 1848.
Il a une grande correspondance avec Ildefons von Arx (de), Georg Friedrich Benecke (de), Sulpiz Boisserée et Justinus Kerner. Ce dernier lui rend visite durant deux ou trois semaines en juillet 1854, ce qui lui permet de soutenir ses recherches sur Franz-Anton Mesmer.
En 1849, Lassberg devient membre de l'Académie bavaroise des sciences.

## La bibliothèque
La bibliothèque privée de Laßberg comprend, selon le catalogue qu'il a établi avec Annette et leur ami commun Levin Schücking, environ 10 000 livres, ouvrages et lettres manuscrits, dont le manuscrit de la Chanson des Nibelungen. Il comprend également des documents de l'évêché de Constance.

## Œuvre
- Eggenlied (1832)
- Liedersaal (1820-1825)
- Littower (1826)
- Sigenot (1830)
- Der Nibelunge Lied. Leipzig: Wigand, 1840. Numérisation par la bibliothèque de l'Université Heinrich Heine de Düsseldorf

## Descendance
En 1795, Joseph von Lassberg épouse Maria Anna Ebinger von der Burg (décédée en 1814) qui lui donne quatre fils :
- Karl, officier autrichien
- Friedrich (de) (1798-1838), conseiller de la Principauté de Hohenzollern-Sigmaringen
- Leonhard
- Erasmus

Avec Élisabeth de Fürstenberg (de) (1767-1822), la veuve de Karl Aloys zu Fürstenberg, Lassberg a une liaison de 1805 à 1822 et un fils illégitime :
- Hermann von Liebenau (de) (1807-1874), médecin et historien.

En 1834, il épouse Anna Maria, née Jenny von Droste zu Hülshoff, la sœur d'Annette :
- Hildegard (1836-1909)
- Hildegunde (1836-1914)